# قرار مجلس الأمن التابع للأمم المتحدة رقم 1287
قرار مجلس الأمن التابع للأمم المتحدة 1287، الذي اتخذ بالإجماع في 31 يناير 2000 ، بعد إعادة تأكيد جميع القرارات المتعلقة بجورجيا ، ولا سيما القرار 1255 (1999) ، مدد مجلس الأمن ولاية بعثة مراقبي الأمم المتحدة في جورجيا حتى 31 يوليو 2000.

## وصلات خارجية
- Text of the Resolution at undocs.org